# Michael Markowski
Michael Markowski (Mesa, 14 november 1986) is een Amerikaans componist en film- en mediaproducent. Hij gebruikt ook de pseudoniemen Mark Markowski, Mark Mikeowski, Mike Mikeowski, ‘kowski, Marchowski en Big Cat. 

## Levensloop
Markowski studeerde film aan de Arizona State University en behaalde zijn Bachelor of Arts aldaar in 2010. Alhoewel hij niet muziek aan een conservatorium of universiteit studeert heeft, studeerde hij privé bij Jon Gomez en Karl Schindler en in cursussen voor orkestratie bij Steven Scott Smalley. In 2008 werd hij uitgenodigd deel te nemen aan het "National Band Association - Young Composer and Conductor Mentorship" programma. 
Hij won met Shadow Rituals voor harmonieorkest de 1e prijs tijdens de "First Frank Ticheli Composition Contest" en ging in première met de Arizona State University Wind Symphony. Dat bracht hem opdrachten voor verdere werken van verschillende organisaties en orkesten in. Onder het pseudoniem Tune & Lube schrijft hij met vrienden eveneens lichtere werken voor ensemble. Hij is arrangeur en co-componist van de musical From Gumm to Garland: Judy - The Musical over het leven van Judy Garland. Markowski is lid van de American Society of Composers, Authors and Publishers.

## Composities

### Werken voor orkest
- 2005 Suite from Malediction

### Werken voor harmonieorkest
- 2003 Blue Ambience
- 2005 joyRiDE
- 2006 Shadow Rituals - uitgevoerd tijdens de Conferentie van de World Association for Symphonic Bands and Ensembles in 2007 in Killarney (Ierland) door de Dublin Concert Band o.l.v. Gavin Maloney
- 2008 Turkey in the Straw
- 2009 Instinctive Travels
- 2010 Shine
- 2011 Tidal Forces
- 2011 Dreamland
- 2011 Walden
- 2011 As Midnight on a Moonless Night
- 2012 Elixir
- 2012 City Trees
- 2012 Famishius Fantasticus
- 3 Sketches, voor klarinet en harmonieorkest

### Muziektheater

#### Musical
- 2009 From Gumm to Garland: Judy - The Musical

### Vocale muziek
- 2005 Dahlhouse, voor sopraan, bariton en piano

### Kamermuziek
- 2003 Clarinet Serenade, voor klarinet en piano
- 2004 Fly Iron Butter, voor saxofoonsextet (3 altsaxofoons, 2 tenorsaxofoons en baritonsaxofoon)
- 2006 Strijkkwartet
- 2011 Music from "Granted", voor viool, klarinet, baritonsaxofoon, contrabas, vibrafoon en piano
- 2012 3 Sketches, voor altsaxofoon en piano
- 2012 3 Sketches, voor klarinet en piano

### Filmmuziek
- 2004 Hobos in Space: A Musical Tragedy
- 2005 Shano Designs
- 2005 Malediction
- 2006 Conan - The Musical
- 2006 The Running Man
- 2006 The Night The Lights Went Out
- 2006 Sitting
- 2007 Capture
- 2007 Life's a Rock
- 2007 Extraordinaro on his Girlfriend's Birthday
- 2008 Heartwood
- 2009 Out There
- 2009 Normally This Weird
- 2010 Lost Mail
- 2011 Granted
- 2011 Voyage Trekkers
- 2012 Waiting Room